# Encyoposis hemichrous
Encyoposis hemichrous is een insect uit de familie van de vlinderhaften (Ascalaphidae), die tot de orde netvleugeligen (Neuroptera) behoort. 
Encyoposis hemichrous is voor het eerst wetenschappelijk beschreven door Navás in 1912.